# Emma Lehmer
Emma Markovna Lehmer (Samara, Rusia, 6 de noviembre de 1906 - Berkeley, California, 7 de mayo de 2007) fue una matemática estadounidense de origen ruso, conocida por su trabajo en las leyes de la reciprocidad en la teoría de números algebraica. Se centró, más que en otros aspectos más abstractos de la teoría, en campos de números complejos y en números enteros.

## Biografía
Nació en Samara, en el Imperio ruso; el trabajo de su padre, como representante de una empresa rusa productora de azúcar, hizo que la familia se mudara a Harbin, en Manchuria, en 1910. Emma fue educada en su casa hasta los catorce, cuando se fundó una escuela en la zona. Consiguió emigrar a Estados Unidos para recibir la educación superior.
En Estados Unidos comenzó a estudiar ingeniería, en 1924, en la Universidad de California, Berkeley, pero posteriormente encontró su lugar en las matemáticas. En la universidad conoció al también estudiante de matemáticas Derrick Henry Lehmer, que era hijo de uno de sus profesores, Derrick Norman Lehmer, y con quien se casó en 1928, poco después de graduarse en matemáticas. Ambos ingresaron en la Universidad de Brown, donde Emma obtuvo la Maestría en 1930.
Los Lehmers tuvieron dos hijos, Laura (1932) y Donald (1934). Entre los trabajos de Emma se incluye una traducción del ruso al inglés del libro de Pontryagin Grupos topológicos. Además, ella y Derrick H. Lehmer colaboraron en muchas ocasiones: 21 de sus alrededor de 60 publicaciones fueron fruto de un trabajo conjunto. Sus publicaciones trataron principalmente de teoría de números y de la computación, con un especial énfasis en las leyes de reciprocidad, números primos especiales y congruencias.
- Datos: Q450259